# Gibril Ibrahim
Gibril Ibrahim Mohammed (arabe : جبريل إبراهيم محمد, né le 1er janvier 1955), souvent orthographié Jibril, est un homme politique soudanais. Il est le leader du Mouvement pour la justice et l'égalité (JEM) depuis 2012, après la mort de son frère Khalil Ibrahim (Soudan) (en). En octobre 2020, il a signé l'accord de paix de Juba. En conséquence, Ibrahim est ministre des Finances du Soudan depuis février 2021. En tant que chef du JEM, il est resté neutre lors de la guerre de 2023 au Soudan d’avril à novembre, date à laquelle il s’est allié aux forces armées soudanaises.

## Biographie

### Guerre civile soudanaise (2023-2024)
En mars 2023, il a plaidé en faveur d'un gouvernement inclusif et, à terme, de l'intégration de toutes les forces armées dans les forces armées soudanaises.
Au début des hostilités lors de la guerre de 2023 au Soudan, Ibrahim et son JEM ont promis leur neutralité. Il a également appelé à l'arrêt des combats. En septembre 2023, le domicile d'Ibrahim à Al-Manshiyya à Khartoum a été perquisitionné et le chef de son équipe de gardes et deux autres personnes ont été arrêtés par les Forces de soutien rapide (RSF). En novembre 2023, il a annoncé que le JEM participerait à la guerre au Soudan de 2023 aux côtés des SAF. En tant que ministre des Finances, il a vu la livre soudanaise perdre 100 % de sa valeur par rapport à la situation d'avant-guerre, provoquée par une forte demande de devises étrangères. L’économie a décliné de 40 % en 2023 et devrait connaître une baisse supplémentaire de 28 % en 2024.